# Tasgezio
Tasgezio (... – 54 a.C.) è stato un principe gallo di nomina cesariana, esponente di nobili origini della tribù gallica dei Carnuti e discendente di una famiglia che un tempo aveva regnato su quel popolo.
Il nome deriverebbe dalla radice gallica *tasgos, (tasso).
La condanna a morte, comminatagli dagli stessi compatrioti, segnò l'inizio della rivolta gallica del 54 a.C.

## Dalla parte di Cesare
Per i favori resi, per la benevolenza e la fedeltà dimostrata a Cesare, fu reintegrato nel rango ancestrale di principe. L'intento era di sottomettere quella tribù ad un protettorato romano (inverno del 57 a.C.), secondo una tecnica egemonica già sperimentata con successo da Pompeo nelle sue campagne d'oriente del 65-62 a.C. Si trattava di una sorta di re cliente, una figura che Cesare utilizzò anche in altre occasioni, come nel caso del senone Cavarino, dell'atrebate Commio e, forse, del Cingetorige, il nobile dei Treveri avversario di Induziomaro.
La sudditanza di questi personaggi nei confronti di Roma si realizzava in questo caso attraverso il vincolo di fedeltà al generale romano ma in altre occasioni il vincolo si esprimerà direttamente nei confronti del senato romano o, in epoche successive, nei confronti dell'imperatore. 
La procedura di investitura rappresentava un vulnus irreparabile della tradizione regale celtica che voleva il potere fondato sul sistema religioso celtico e con il suggello dall'investitura druidica.

## La condanna a morte
Per questo Tasgezio, re collaborazionista e illegittimo, fu inviso al suo popolo, ne subì la ribellione e pagò con la vita: fu assassinato dai suoi nemici nell'autunno del 54 a.C., durante il terzo anno del suo regno. È probabile che la sua condanna a morte venisse decisa, o forse anche eseguita, in occasione delle celebrazioni di Samain, che segnavano, nel calendario religioso celtico, il passaggio alle lunghe tenebre dell'inverno. In questo caso la condanna a morte sarebbe stata un retaggio di antiche pratiche di sacrifici umani, forse all'epoca in via di rarefazione e per questo motivo sostituite a volte con l'esecuzione di condannati.

## Primi segnali di rivolta in Gallia nel 54 a.C.
Avuta notizia dell'esecuzione e temendo una defezione in massa dei Carnuti, Cesare ordinò a Lucio Munazio Planco di rientrare dal Belgio alla testa della sua legione, con il duplice scopo di svernare in quella zona e di catturare i colpevoli. La morte di Tasgezio si rivelò, in effetti, il primo dei segnali di un esteso movimento di rivolta gallica dopo la fine dell'estate del 54 a.C.

## Monetazione
Nel suo pur breve regno Tasgezio ebbe tempo di coniare delle monete, alcune delle quali pervenuteci in buoni esemplari in fusione di bronzo: 
- sul rovescio vi si legge il suo nome (TASGIITIOS) affiancato a destra da Pegaso.
- Sul recto vi è una testa virile nuda e imberbe con i capelli intrecciati e pendenti sul collo; dietro di essa una foglia di alloro. Vi si legge, in caratteri greci, il termine "ΕΛΚΕΣΟΟΥΙΞ" (letta come Elkesoovix o Elkesovix); la misteriosa parola, non tradotta, è accompagnata, su alcuni esemplari, dal termine VIC (da vix / vicos - combattente).[7]

Nella scritta e nell'effigie, secondo Joachim Lelewel, sarebbe da riconoscere lo stesso Tasgezio; secondo altri (Louis de la Saussaye) si tratterebbe di un antenato; altri preferiscono vedervi una divinità gallo-romana, forse Apollo, corrispondente a Lúg, il dio solare del pantheon celtico.